# Aïssatou Tounkara
Aïssatou Tounkara (Parigi, 16 marzo 1995) è una calciatrice francese, difensore del Fleury, in prestito dal Paris Saint-Germain, e della nazionale francese.
Con la maglia della formazione under 17 si è laureata campionessa del Mondo all'edizione di Azerbaigian 2012 e con quella under 19 campione d'Europa a quella del Galles 2013.

## Carriera

### Club

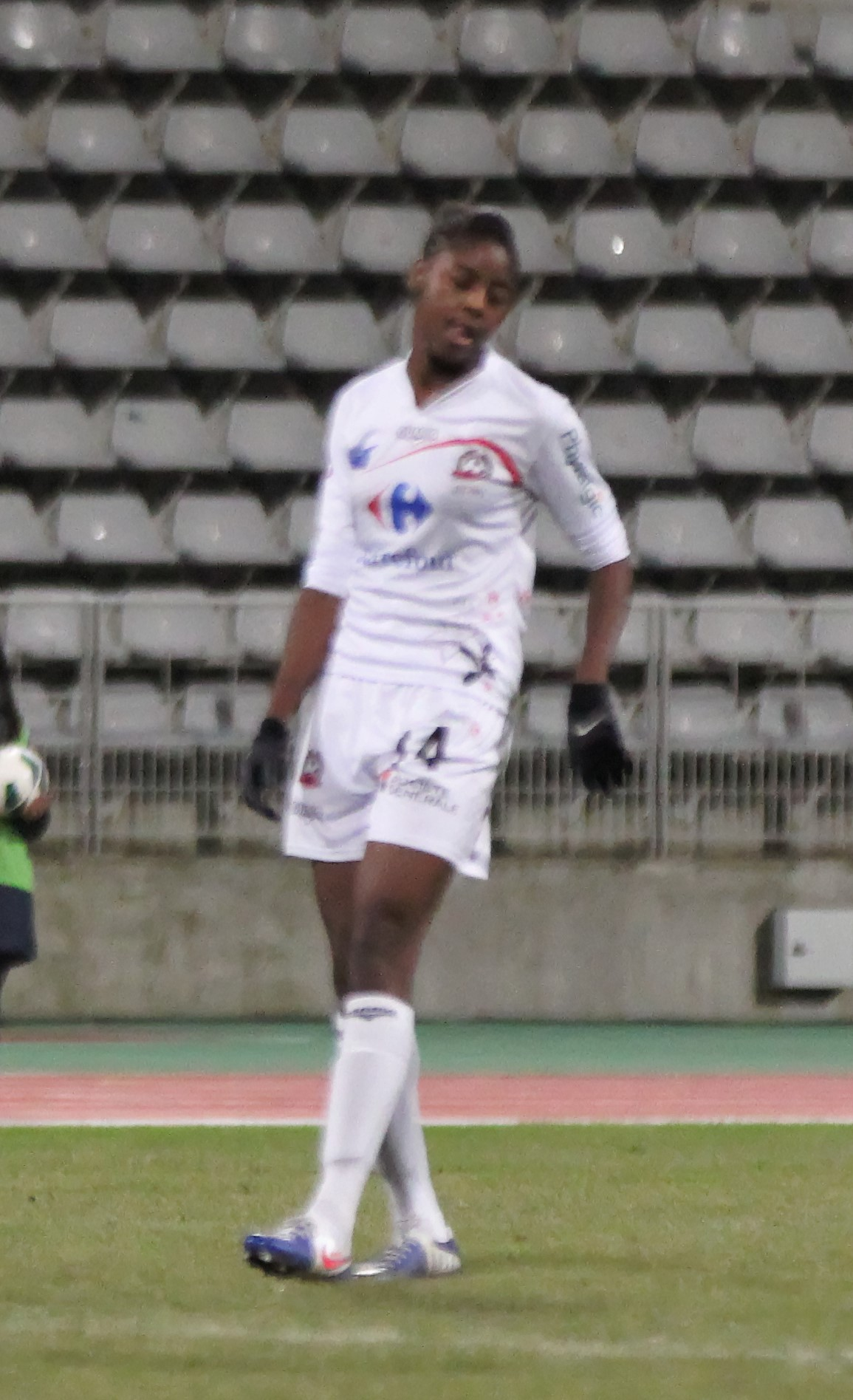
Tounkara con la maglia del nel 2012.

Dopo che Juvisy è diventata la divisione femminile del Paris FC grazie a una fusione, Tounkara è tra le calciatrici in rosa che si trasferiscono alla nuova realtà del calcio femminile parigino venendo confermata per la stagione 2017-2018 sotto la guida tecnica di Pascal Gouzènes.
Il 21 agosto 2023, Tounkara è stata ingaggiata a titolo definitivo dal Paris Saint-Germain, nella massima serie francese, con cui ha firmato un contratto biennale. Nella sua prima stagione con il club parigino non trova però molto spazio, venendo impiegata solamente in nove occasioni tra campionato e Coppa.
Dopo l'inizio della stagione 2024-2025, anche in funzione dell'eliminazione dalla UEFA Women's Champions League e della minore esigenza di una panchina "lunga", trovando ancora poco spazio il PSG decide quindi di cederla in prestito al Fleury

## Statistiche

### Presenze e reti nei club
Statistiche aggiornate al 27 aprile 2025.
| Stagione               | Squadra                | Campionato             | Campionato | Campionato | Coppe nazionali | Coppe nazionali | Coppe nazionali | Coppe continentali | Coppe continentali | Coppe continentali | Altre coppe | Altre coppe | Altre coppe | Totale | Totale |
| Stagione               | Squadra                | Comp                   | Pres       | Reti       | Comp            | Pres            | Reti            | Comp               | Pres               | Reti               | Comp        | Pres        | Reti        | Pres   | Reti   |
| ---------------------- | ---------------------- | ---------------------- | ---------- | ---------- | --------------- | --------------- | --------------- | ------------------ | ------------------ | ------------------ | ----------- | ----------- | ----------- | ------ | ------ |
| 2011-2012              | FCF Juvisy             | D1                     | 3          | 0          | CF              | -               | -               | -                  | -                  | -                  | -           | -           | -           | 3      | 0      |
| 2012-2013              | FCF Juvisy             | D1                     | 10         | 0          | CF              | 0               | 0               | UWCL               | 2                  | 0                  | -           | -           | -           | 12     | 0      |
| 2013-2014              | FCF Juvisy             | D1                     | 10         | 3          | CF              | 1               | 0               | -                  | -                  | -                  | -           | -           | -           | 11     | 3      |
| 2014-2015              | FCF Juvisy             | D1                     | 19         | 0          | CF              | 3               | 1               | -                  | -                  | -                  | -           | -           | -           | 22     | 1      |
| 2015-2016              | FCF Juvisy             | D1                     | 19         | 0          | CF              | 2               | 0               | -                  | -                  | -                  | -           | -           | -           | 21     | 0      |
| 2016-2017              | FCF Juvisy             | D1                     | 20         | 0          | CF              | 3               | 0               | -                  | -                  | -                  | -           | -           | -           | 23     | 0      |
| Totale FCF Juvisy      | Totale FCF Juvisy      | Totale FCF Juvisy      | 81         | 3          | -               | 9               | 1               | -                  | 2                  | 0                  | -           | -           | -           | 92     | 4      |
| 2017-2018              | Paris FC               | D1                     | 6          | 0          | CF              | 1               | 0               | -                  | -                  | -                  | -           | -           | -           | 7      | 0      |
| 2018-2019              | Atlético Madrid        | PD                     | 22         | 2          | CS              | 4               | 0               | -                  | -                  | -                  | -           | -           | -           | 26     | 2      |
| 2019-2020              | Atlético Madrid        | PD                     | 20         | 1          | CS              | 1               | 0               | -                  | -                  | -                  | SC          | 1           | 0           | 22     | 1      |
| 2020-2021              | Atlético Madrid        | PD                     | 26         | 1          | CS              | 2               | 0               | -                  | -                  | -                  | SC          | 2           | 0           | 30     | 1      |
| 2021-2022              | Atlético Madrid        | PD                     | 15         | 2          | CS              | 1               | 0               | -                  | -                  | -                  | SC          | 1           | 0           | 17     | 2      |
| Totale Atlético Madrid | Totale Atlético Madrid | Totale Atlético Madrid | 83         | 6          | -               | 8               | 0               | -                  | -                  | -                  | -           | 4           | 0           | 95     | 6      |
| 2022-2023              | Manchester United      | WSL                    | 1          | 0          | CI              | 0               | 0               | -                  | -                  | -                  | WLC         | 4           | 0           | 5      | 0      |
| 2023-2024              | Paris Saint-Germain    | D1                     | 7          | 0          | CF              | 2               | 0               | UWCL               | 0                  | 0                  | SF          | 0           | 0           | 9      | 0      |
| Lug.-Ott. 2024         | Paris Saint-Germain    | PL                     | -          | -          | CF              | -               | -               | UWCL               | -                  | -                  | -           | -           | -           | -      | -      |
| Ott. 2024-2025         | Fleury                 | PL                     | 7          | 0          | CF              | -               | -               | -                  | -                  | -                  | -           | -           | -           | 7      | 0      |
| Totale carriera        | Totale carriera        | Totale carriera        | 185        | 9          | -               | 20              | 1               | -                  | 2                  | 0                  | -           | 8           | 0           | 215    | 10     |

## Palmarès

### Club
- Campionato spagnolo: 1

Atlético Madrid: 2018-2019
- Supercoppa spagnola: 1

Atlético Madrid: 2021

### Nazionale
- SheBelieves Cup: 1

2017
- Campionato d'Europa under 19: 1

2013
- Campionato d'Europa under 17: 1

2012